# MG FF
MG FF byl automatický letecký kanón ráže 20 mm vyvinutý v roce 1936 firmou Ikaria Werke Berlin v Německu. Byl odvozen od švýcarského kanonu Oerlikon FF F, který byl zas vyvinut z německého prvoválečného Becker M2. Navržen byl jak útočná, tak i obranná zbraň. V počátečních fázích druhé světové války byl široce používán na letounech Luftwaffe a od roku 1941 byl postupně nahrazován kanonem MG 151/20. Za druhé světové války vznikla modernizovaná verze MG FF/M.

## Užití v letounech
- Dornier Do 17
- Dornier Do 217
- Focke-Wulf Fw 190
- Heinkel He 100
- Heinkel He 111
- Heinkel He 112
- Junkers Ju 88
- Messerschmitt Bf 109
- Messerschmitt Bf 110